# Nyandarua (hạt)
Hạt Nyandarua là một hạt thuộc tỉnh Trung ở Kenya. Theo điều tra dân số ngày 24 tháng 8 năm 1999, hạt này có dân số 479902 người. Hạt Nyandarua có diện tích 3304 km². Hạt lỵ đóng tại Ol Kalou.